# Oleg Valerievič Kotov
Oleg Valerievič Kotov (in russo Олег Валериевич Котов; Sinferopoli, 27 ottobre 1965) è un cosmonauta russo, fino al 1991 sovietico.

## Biografia
Kotov è nato in Crimea nella Repubblica socialista sovietica ucraina nell'Unione delle Repubbliche Socialiste Sovietiche. 
Nel 1988 si è diplomato all'Accademia Militare Medica di Kirov.
Dopo il diploma ha lavorato al Centro di addestramento cosmonauti Jurij Gagarin e nel 1996 è stato scelto come candidato cosmonauta. Dal giugno dello stesso anno al marzo del 1998 ha seguito un corso di addestramento base, tra maggio ed agosto ha seguito l'addestramento per i voli nelle Sojuz e nella stazione spaziale russa Mir e, dal successivo ottobre, ha seguito il corso per i voli nella Stazione spaziale internazionale.

Inserito nell'equipaggio Expedition 15 in qualità di ingegnere di volo e comandante Sojuz, è partito verso la ISS con la missione Sojuz TMA-10 il 7 aprile 2007 con Fëdor Nikolaevič Jurčichin ed il turista spaziale Charles Simonyi ed è rientrato il 21 ottobre riportando a terra il malaysiano Sheikh Muszaphar Shukor.
È tornato sulla ISS con la missione Sojuz TMA-17. Partito il 20 dicembre 2009, è stato membro dell'Expedition 22 e dell'Expedition 23, nella quale ha assunto il ruolo di comandante. È rientrato a terra il 2 giugno 2010.
Nel 2013 ha volato nello spazio a bordo della Sojuz TMA-10M partecipando dell'Expedition 37/Expedition 38, e comandando quest'ultima. Durante l'Expedition 38, per la prima volta dal 2009, nove persone hanno abitato contemporaneamente nella stazione. Questo è servito a portare nello spazio aperto la torcia olimpica di Sochi, durante una delle tre passeggiate spaziali di Kotov e Rjazanskij. È tornato sulla Terra a marzo 2014.

## Vita privata
È sposato con Svetlana Nikolaevna Bunjakina ed ha due figli.